# Кеті Джордан
Кетрін "Кеті" Джордан (англ. Kathryn "Kathy" Jordan) —  американська тенісистка, семиразова чемпіонка турнірів Великого шолома в парному розряді та міксті, володарка кар'єрного великого шолома в парній грі. 
У Турі Джордан була відома під ініціалами — КейДжей. Її сестра Барбара теж була тенісисткою й чемпіонкою Австралії в одиночній грі. В юніорках Джордан подавала великі надії. Крім тенісу вона грала також у баскетбол. 
Джордан перейшла в професіонали в 1979 році. Роки її активності припадають на час, коли в тенісі домінували Кріс Еверт та Мартіна Навратілова. З Навратіловою Джордан грала в фіналі Відкритого чемпіонату Австралії 1983 року й програла в двох сетах. Більше успіхів вона мала в парній грі. Вона виграла 4 титули Великого шолома з Енн Сміт, оформивши великий шолом за кар'єру. П'ятий парний титул Великого шолома, вімблдонський, вона здобула, граючи з австралійкою Елізабет Смайлі. Пара Джордан/Смайлі перервала серію зі 139 виграних матчів поспіль пари Навратілова/Шрайвер.
Ще два титули Великого шолома Джордан здобула в міксті, граючи із Кеном Флеком. 
Після завершення кар'єри в 1991 році Джордан закінчила навчання в Стенфордському університеті зі спеціальністю політологія. У 1992-му її обрали віце-президентом WTA.

## Фінали турнірів Великого шолома

### Одиночний розряд: 1 фінал
| Результат | Рік  | Турнір          | Поверхня | Супротивниця        | Рахунок       |
| --------- | ---- | --------------- | -------- | ------------------- | ------------- |
| Поразка   | 1983 | Australian Open | Трава    | Мартіна Навратілова | 6–2, 7–6(7–5) |

### Пари: 11 (5 титулів)
| Результат | Рік  | Турнір          | Поверхня | Партнерка       | Супротивниці                     | Рахунок       |
| --------- | ---- | --------------- | -------- | --------------- | -------------------------------- | ------------- |
| Перемога  | 1980 | French Open     | Ґрунт    | Енн Сміт        | Іванна Мадруга Адріана Вільягран | 6–1, 6–0      |
| Перемога  | 1980 | Wimbledon       | Трава    | Енн Сміт        | Розмарі Касалс Венді Тернбулл    | 4–6, 7–5, 6–1 |
| Поразка   | 1981 | Wimbledon       | Трава    | Енн Сміт        | Мартіна Навратілова Пем Шрайвер  | 6–3, 7–6(8–6) |
| Перемога  | 1981 | US Open         | Хард     | Енн Сміт        | Розмарі Касалс Венді Тернбулл    | 6–3, 6–3      |
| Перемога  | 1981 | Australian Open | Трава    | Енн Сміт        | Мартіна Навратілова Пем Шрайвер  | 6–2, 7–5      |
| Поразка   | 1982 | Wimbledon       | Трава    | Енн Сміт        | Мартіна Навратілова Пем Шрайвер  | 6–4, 6–1      |
| Поразка   | 1983 | French Open     | Ґрунт    | Енн Сміт        | Розалін Фербанк Кенді Рейнольдс  | 5–7, 7–5, 6–2 |
| Поразка   | 1984 | Wimbledon       | Трава    | Енн Сміт        | Мартіна Навратілова Пем Шрайвер  | 6–3, 6–4      |
| Перемога  | 1985 | Wimbledon       | Трава    | Елізабет Смайлі | Мартіна Навратілова Пем Шрайвер  | 5–7, 6–3, 6–4 |
| Поразка   | 1987 | US Open         | Хард     | Елізабет Смайлі | Мартіна Навратілова Пем Шрайвер  | 5–7, 6–4, 6–2 |
| Поразка   | 1990 | Wimbledon       | Трава    | Елізабет Смайлі | Яна Новотна Гелена Сукова        | 6–4, 6–1      |

### Мікст: 3 (2 титули)
| Результат | Рік  | Турнір      | Поверхня | Партнер     | Супротивники                        | Рахунок            |
| --------- | ---- | ----------- | -------- | ----------- | ----------------------------------- | ------------------ |
| Поразка   | 1984 | Wimbledon   | Трава    | Стів Дентон | Венді Тернбулл Джон Ллойд           | 6–3, 6–3           |
| Перемога  | 1986 | French Open | Ґрунт    | Кен Флек    | Розалін Фербанк Марк Едмонсон       | 3–6, 7–6(7–3), 6–3 |
| Перемога  | 1986 | Wimbledon   | Трава    | Кен Флек    | Мартіна Навратілова Гайнц Гюнтгардт | 6–3, 7–6(9–7)      |

### Фінали підсумкових турнірів року

#### Пари: 2 (1 титул)
| Результат | Рік  | Турнір   | Поверхня | Партнерка       | Супротивниці                       | Рахунок       |
| --------- | ---- | -------- | -------- | --------------- | ---------------------------------- | ------------- |
| Поразка   | 1982 | Нью-Йорк | Килим    | Енн Сміт        | Мартіна Навратілова Пем Шрайвер    | 6–4, 6–3      |
| Перемога  | 1990 | Нью-Йорк | Килим    | Елізабет Смайлі | Мерседес Пас Аранча Санчес Вікаріо | 7–6(7–4), 6–4 |

## Фінали турнірів  WTA

### Одиночний розряд: 13 (3 титули)
| Результат | №   | Дата              | Турнір          | Поверхня | Супротивниця        | Рахунок            |
| Перемога  | 1.  | 8 січня 1979      | Сан-Антоніо     | Килим    | Лінда Сігел         | 6–2, 7–5           |
| Перемога  | 2.  | 12 березня 1979   | Орландо         | Хард     | Регіна Маршикова    | 4–6, 6–1, 6–4      |
| Поразка   | 1.  | 13 серпня 1979    | Річмонд         | Килим    | Мартіна Навратілова | 1–6, 3–6           |
| Перемога  | 3.  | 15 березня 1982   | Бостон          | Килим    | Венді Тернбулл      | 7–5, 1–6, 6–4      |
| Поразка   | 2.  | 25 квітня 1983    | Атланта         | Хард     | Пем Шрайвер         | 2–6, 0–6           |
| Поразка   | 3.  | 19 вересня 1983   | Річмонд         | Килим    | Розалін Фербанк     | 4–6, 7–5, 4–6      |
| Поразка   | 4.  | 3 жовтня 1983     | Детройт         | Килим    | Вірджинія Рузічі    | 6–4, 4–6, 2–6      |
| Поразка   | 5.  | 21 листопада 1983 | Сідней          | Трава    | Джо Дьюрі           | 3–6, 5–5           |
| Поразка   | 6.  | 28 листопада 1983 | Australian Open | Трава    | Мартіна Навратілова | 2–6, 6–7(5–7)      |
| Поразка   | 7.  | 19 березня 1984   | Даллас          | Килим    | Гана Мандлікова     | 6–7(3–7), 6–3, 1–6 |
| Поразка   | 8.  | 18 червня 1984    | Eastbourne      | Трава    | Мартіна Навратілова | 4–6, 1–6           |
| Поразка   | 9.  | 13 травня 1985    | Мельбурн        | Килим    | Пем Шрайвер         | 4–6, 4–6           |
| Поразка   | 10. | 24 лютого 1986    | Окленд          | Килим    | Кріс Еверт-Ллойд    | 2–6, 4–6           |

### Парний розряд 78 (42–36)
| Перемога — Легенда                  |
| ----------------------------------- |
| Турніри Великого шолома (6–6)       |
| Турніри WTA Tour (1–1)              |
| Tier I (0–0)                        |
| Tier II (1–0)                       |
| Tier III (1–0)                      |
| Tier IV (2–1)                       |
| Tier V (0–0)                        |
| Virginia Slims, Avon, Other (31–28) |

| Титули за покриттям |
| ------------------- |
| Тверде (16–3)       |
| Трава (4–9)         |
| Ґрунт (6–7)         |
| Килим (16–17)       |

| Результат | Ранг | Дата              | Турнір                                 | Покриття   | Партнер                 | Опонент                                     | Рахунок                   |
| --------- | ---- | ----------------- | -------------------------------------- | ---------- | ----------------------- | ------------------------------------------- | ------------------------- |
| Перемога  | 1.   | 8 січня 1979      | Сан-Антоніо                            | Килим      | Венді Вайт              | Bunny Bruning Валері Зігенфусс              | 6–2, 6–2                  |
| Перемога  | 2.   | 6 серпня 1979     | Індіанаполіс                           | Ґрунт      | Енн Сміт                | Penny Johnson Пола Сміт                     | 6–1, 6–0                  |
| Поразка   | 1.   | 21 січня 1980     | Ameritech Cup                          | Килим      | Сільвія Ганіка          | Біллі Джин Кінг Мартіна Навратілова         | 3–6, 4–6                  |
| Поразка   | 2.   | 4 лютого 1980     | LA Women's Tennis Championships        | Килим      | Енн Сміт                | Розмарі Касалс Мартіна Навратілова          | 6–7, 2–6                  |
| Поразка   | 3.   | 18 лютого 1980    | Detroit                                | Килим      | Енн Сміт                | Біллі Джин Кінг Ілана Клосс                 | 6–3, 3–6, 2–6             |
| Перемога  | 3.   | 7 квітня 1980     | Volvo Car Open                         | Ґрунт      | Енн Сміт                | Кенді Рейнолдс Пола Сміт                    | 6–2, 6–1                  |
| Поразка   | 4.   | 14 квітня 1980    | Amelia Island Championships            | Ґрунт      | Пем Шрайвер             | Розмарі Касалс Ілана Клосс                  | 6–7, 6–7                  |
| Перемога  | 4.   | 26 травня 1980    | Відкритий чемпіонат Франції з тенісу   | Ґрунт      | Енн Сміт                | Іванна Мадруга Адріана Віллагран            | 6–1, 6–0                  |
| Перемога  | 5.   | 16 червня 1980    | Eastbourne International               | Трава      | Енн Сміт                | Пем Шрайвер Бетті Стеве                     | 6–4, 6–1                  |
| Перемога  | 6.   | 23 червня 1980    | Вімблдонський турнір                   | Трава      | Енн Сміт                | Розмарі Касалс Венді Тернбулл               | 4–6, 7–5, 6–1             |
| Перемога  | 7.   | 15 вересня 1980   | Las Vegas                              | Тверде (I) | Енн Сміт                | Мартіна Навратілова Бетті Стеве             | 2–6, 6–4, 6–3             |
| Поразка   | 5.   | 22 вересня 1980   | Atlanta                                | Килим      | Енн Сміт                | Барбара Поттер Шерон Волш                   | 3–6, 1–6                  |
| Перемога  | 8.   | 20 жовтня 1980    | Брайтон                                | Килим      | Енн Сміт                | Мартіна Навратілова Бетті Стеве             | 6–3, 7–5                  |
| Поразка   | 6.   | 3 листопада 1980  | Porsche Tennis Grand Prix              | Тверде (I) | Енн Сміт                | Гана Мандлікова Бетті Стеве                 | 4–6, 5–7                  |
| Перемога  | 9.   | 19 січня 1981     | Cincinnati                             | Килим      | Енн Сміт                | Мартіна Навратілова Пем Шрайвер             | 1–6, 6–3, 6–3             |
| Поразка   | 7.   | 9 березня 1981    | Даллас                                 | Килим      | Енн Сміт                | Мартіна Навратілова Пем Шрайвер             | 5–7, 4–6                  |
| Перемога  | 10.  | 20 квітня 1981    | Amelia Island Championships            | Ґрунт      | Пола Сміт               | Джоанн Расселл Пем Шрайвер                  | 6–3, 5–7, 7–6             |
| Поразка   | 8.   | 15 червня 1981    | Eastbourne International               | Трава      | Енн Сміт                | Мартіна Навратілова Пем Шрайвер             | 7–6, 2–6, 1–6             |
| Поразка   | 9.   | 22 червня 1981    | Вімблдонський турнір                   | Трава      | Енн Сміт                | Мартіна Навратілова Пем Шрайвер             | 3–6, 6–7(6–8)             |
| Перемога  | 11.  | 27 липня 1981     | Southern California Open               | Тверде     | Кенді Рейнолдс          | Розмарі Касалс Пем Шрайвер                  | 6–1, 2–6, 6–4             |
| Поразка   | 10.  | 10 серпня 1981    | Richmond                               | Килим      | Енн Сміт                | Сью Баркер Енн Кійомура                     | 6–4, 6–7, 4–6             |
| Перемога  | 12.  | 1 вересня 1981    | Відкритий чемпіонат США з тенісу       | Тверде     | Енн Сміт                | Розмарі Касалс Венді Тернбулл               | 6–3, 6–3                  |
| Поразка   | 11.  | 23 листопада 1981 | Sydney International                   | Трава      | Енн Сміт                | Мартіна Навратілова Пем Шрайвер             | 7–6, 2–6, 4–6             |
| Перемога  | 13.  | 30 листопада 1981 | Відкритий чемпіонат Австралії з тенісу | Трава      | Енн Сміт                | Мартіна Навратілова Пем Шрайвер             | 6–2, 7–5                  |
| Перемога  | 14.  | 4 січня 1982      | Washington, D.C.                       | Килим      | Енн Сміт                | Мартіна Навратілова Пем Шрайвер             | 6–2, 3–6, 6–1             |
| Поразка   | 12.  | 18 січня 1982     | Seattle                                | Килим      | Енн Сміт                | Розмарі Касалс Венді Тернбулл               | 5–7, 4–6                  |
| Перемога  | 15.  | 15 лютого 1982    | Х'юстон                                | Килим      | Пем Шрайвер             | Сью Баркер Шерон Волш                       | 7–6(8–6), 6–2             |
| Поразка   | 13.  | 22 лютого 1982    | Silicon Valley Classic                 | Килим      | Пем Шрайвер             | Барбара Поттер Шерон Волш                   | 1–6, 6–3, 6–7(5–7)        |
| Перемога  | 16.  | 1 березня 1982    | LA Women's Tennis Championships        | Килим      | Енн Сміт                | Барбара Поттер Шерон Волш                   | 6–3, 7–5                  |
| Перемога  | 17.  | 15 березня 1982   | Бостон                                 | Килим      | Енн Сміт                | Розмарі Касалс Венді Тернбулл               | 7–6, 2–6, 6–4             |
| Поразка   | 14.  | 24 березня 1982   | Чемпіонат WTA                          | Килим      | Енн Сміт                | Мартіна Навратілова Пем Шрайвер             | 4–6, 3–6                  |
| Поразка   | 15.  | 15 квітня 1982    | Fort Worth                             | Ґрунт      | Енн Сміт                | Мартіна Навратілова Пем Шрайвер             | 5–7, 3–6                  |
| Поразка   | 16.  | 26 квітня 1982    | Орландо                                | Ґрунт      | Енн Сміт                | Розмарі Касалс Венді Тернбулл               | 3–6, 3–6                  |
| Поразка   | 17.  | 14 червня 1982    | Eastbourne International               | Трава      | Енн Сміт                | Мартіна Навратілова Пем Шрайвер             | 3–6, 4–6                  |
| Поразка   | 18.  | 21 червня 1982    | Вімблдонський турнір                   | Трава      | Енн Сміт                | Мартіна Навратілова Пем Шрайвер             | 4–6, 1–6                  |
| Перемога  | 18.  | 26 липня 1982     | Southern California Open               | Тверде     | Пола Сміт               | Патрісія Медрадо Клаудія Монтейру           | 6–3, 5–7, 7–6             |
| Перемога  | 19.  | 9 серпня 1982     | Atlanta                                | Тверде     | Бетсі Нагелсен          | Кріс Еверт Біллі Джин Кінг                  | 4–6, 7–6(13–11), 7–6(7–3) |
| Поразка   | 19.  | 3 січня 1983      | Washington, D.C.                       | Килим      | Енн Сміт                | Мартіна Навратілова Пем Шрайвер             | 6–4, 5–7, 3–6             |
| Поразка   | 20.  | 30 січня 1983     | Palm Beach Gardens                     | Ґрунт      | Пола Сміт               | Барбара Поттер Шерон Волш                   | 4–6, 6–4, 2–6             |
| Поразка   | 21.  | 14 лютого 1983    | Ameritech Cup                          | Килим      | Енн Сміт                | Мартіна Навратілова Пем Шрайвер             | 1–6, 2–6                  |
| Перемога  | 20.  | 21 лютого 1983    | Palm Springs                           | Тверде     | Енн Кійомура            | Діанне Фромгольтц Бетті Стеве               | 6–2, 6–2                  |
| Поразка   | 22.  | 14 березня 1983   | Бостон                                 | Килим      | Енн Сміт                | Джо Дьюрі Енн Кійомура                      | 3–6, 1–6                  |
| Поразка   | 23.  | 28 березня 1983   | Токіо                                  | Килим      | Енн Сміт                | Біллі Джин Кінг Шерон Волш                  | 1–6, 1–6                  |
| Поразка   | 24.  | 23 травня 1983    | Відкритий чемпіонат Франції з тенісу   | Ґрунт      | Енн Сміт                | Розалін Феербенк Кенді Рейнолдс             | 7–5, 5–7, 2–6             |
| Поразка   | 25.  | 19 вересня 1983   | Richmond                               | Килим      | Барбара Поттер          | Розалін Феербенк Кенді Рейнолдс             | 7–6(7–3), 2–6, 1–6        |
| Поразка   | 26.  | 26 вересня 1983   | Hartford                               | Килим      | Барбара Поттер          | Біллі Джин Кінг Шерон Волш                  | 6–3, 3–6, 4–6             |
| Перемога  | 21.  | 3 жовтня 1983     | Detroit                                | Килим      | Барбара Поттер          | Розмарі Касалс Венді Тернбулл               | 6–4, 6–1                  |
| Перемога  | 22.  | 16 квітня 1984    | Amelia Island Championships            | Ґрунт      | Енн Сміт                | Енн Гоббс Міма Яушовець                     | 6–4, 3–6, 6–4             |
| Поразка   | 27.  | 25 червня 1984    | Вімблдонський турнір                   | Трава      | Енн Сміт                | Мартіна Навратілова Пем Шрайвер             | 3–6, 4–6                  |
| Перемога  | 23.  | 20 серпня 1984    | Мастерс Канада                         | Тверде     | Елізабет Смайлі         | Клаудія Коде-Кільш Гана Мандлікова          | 6–1, 6–2                  |
| Перемога  | 24.  | 21 січня 1985     | Key Biscayne                           | Тверде     | Елізабет Смайлі         | Світлана Пархоменко Лариса Савченко-Нейланд | 6–4, 7–6(7–2)             |
| Перемога  | 25.  | 28 січня 1985     | Marco Island                           | Тверде     | Елізабет Смайлі         | Камілл Бенджамін Бонні Гадушек              | 6–3, 6–3                  |
| Поразка   | 28.  | 4 лютого 1985     | Мастерс Маямі                          | Тверде     | Гана Мандлікова         | Джиджі Фернандес Мартіна Навратілова        | 6–7(4–7), 2–6             |
| Перемога  | 26.  | 1 квітня 1985     | Токіо                                  | Килим      | Елізабет Смайлі         | Бетсі Нагелсен Енн Вайт                     | 6–4, 5–7, 2–6             |
| Поразка   | 29.  | 13 травня 1985    | Мельбурн                               | Килим      | Енн Гоббс               | Пем Шрайвер Елізабет Смайлі                 | 2–6, 7–5, 1–6             |
| Поразка   | 30.  | 17 червня 1985    | Eastbourne International               | Трава      | Елізабет Смайлі         | Мартіна Навратілова Пем Шрайвер             | 5–7, 4–6                  |
| Перемога  | 27.  | 24 червня 1985    | Вімблдонський турнір                   | Трава      | Елізабет Смайлі         | Мартіна Навратілова Пем Шрайвер             | 5–7, 6–3, 6–4             |
| Перемога  | 28.  | 12 серпня 1985    | Мава                                   | Тверде     | Елізабет Смайлі         | Клаудія Коде-Kilsch Гелена Сукова           | 7–6(8–6), 6–3             |
| Перемога  | 29.  | 16 вересня 1985   | Ameritech Cup                          | Килим      | Елізабет Смайлі         | Еліз Берджін Джоанн Расселл                 | 6–2, 6–2                  |
| Перемога  | 30.  | 20 січня 1986     | Вічита                                 | Килим      | Кенді Рейнолдс          | Джоанн Расселл Енн Сміт                     | 6–3, 6–7(5–7), 6–3        |
| Перемога  | 31.  | 27 січня 1986     | Key Biscayne                           | Тверде     | Елізабет Смайлі         | Бетсі Нагелсен Барбара Поттер               | 7–6(7–5), 2–6, 6–2        |
| Перемога  | 32.  | 3 березня 1986    | Princeton                              | Килим      | Елізабет Смайлі         | Гана Мандлікова Гелена Сукова               | 6–3, 7–5                  |
| Поразка   | 31.  | 28 березня 1986   | Nashville                              | Килим      | Елізабет Смайлі         | Барбара Поттер Пем Шрайвер                  | 4–6, 3–6                  |
| Поразка   | 32.  | 31 березня 1986   | Marco Island                           | Ґрунт      | Еліз Берджін            | Мартіна Навратілова Андреа Темешварі        | 5–7, 2–6                  |
| Перемога  | 33.  | 29 вересня 1986   | Гілверсум                              | Килим      | Гелена Сукова           | Тіна Шоєр-Ларсен Катрін Танв'є              | 7–5, 6–1                  |
| Перемога  | 34.  | 13 квітня 1987    | Japan Open (теніс)                     | Тверде     | Бетсі Нагелсен          | Сенді Коллінз Шерон Волш                    | 6–3, 7–5                  |
| Перемога  | 35.  | 20 квітня 1987    | Х'юстон                                | Ґрунт      | Мартіна Навратілова     | Зіна Гаррісон Лорі Макніл                   | 6–2, 6–4                  |
| Поразка   | 33.  | 13 липня 1987     | Ньюпорт                                | Трава      | Енн Гоббс               | Джиджі Фернандес Лорі Макніл                | 6–7(5–7), 5–7             |
| Перемога  | 36.  | 27 липня 1987     | Aptos                                  | Тверде     | Робін Вайт              | Лі Антонопліс Барбара Геркен                | 6–1, 6–0                  |
| Поразка   | 34.  | 31 серпня 1987    | Відкритий чемпіонат США з тенісу       | Тверде     | Елізабет Смайлі         | Мартіна Навратілова Пем Шрайвер             | 7–5, 4–6, 2–6             |
| Перемога  | 37.  | 19 жовтня 1987    | Брайтон                                | Килим      | Гелена Сукова           | Тіна Шоєр-Ларсен Катрін Танв'є              | 7–5, 6–1                  |
| Перемога  | 38.  | 26 березня 1990   | Connecticut Open                       | Тверде     | Елізабет Смайлі         | Джиджі Фернандес Робін Вайт                 | 7–5, 7–5                  |
| Перемога  | 39.  | 9 квітня 1990     | Japan Open (теніс)                     | Тверде     | Елізабет Смайлі         | Ху На Мішелл Джеггерд                       | 6–0, 3–6, 6–1             |
| Поразка   | 35.  | 21 травня 1990    | Internationaux de Strasbourg           | Ґрунт      | Елізабет Смайлі         | Ніколь Брадтке Елна Рейнах                  | 1–6, 4–6                  |
| Поразка   | 36.  | 25 червня 1990    | Вімблдонський турнір                   | Трава      | Елізабет Смайлі         | Яна Новотна Гелена Сукова                   | 3–6, 4–6                  |
| Перемога  | 40.  | 29 жовтня 1990    | Nashville                              | Тверде (I) | Лариса Савченко-Нейланд | Бренда Шульц-Маккарті Кароліна Віс          | 6–1, 6–2                  |
| Перемога  | 41.  | 12 листопада 1990 | Чемпіонат WTA                          | Килим      | Елізабет Смайлі         | Мерседес Пас Аранча Санчес Вікаріо          | 7–6(7–4), 6–4             |
| Перемога  | 42.  | 28 січня 1991     | Toray Pan Pacific Open                 | Килим      | Елізабет Смайлі         | Мері Джо Фернандес Робін Вайт               | 4–6, 6–0, 6–3             |

## Виступи у турнірах Великого шолома

### Одиночний розряд
| Турнір                                 | 1977 | 1977 | 1978 | 1979 | 1980 | 1981 | 1982 | 1983 | 1984 | 1985 | 1986 | 1987 | 1988 | 1989 | 1990 | W–L   |
| -------------------------------------- | ---- | ---- | ---- | ---- | ---- | ---- | ---- | ---- | ---- | ---- | ---- | ---- | ---- | ---- | ---- | ----- |
| Відкритий чемпіонат Австралії з тенісу |      |      |      |      |      | 3р   |      | Ф    |      |      | NH   |      |      |      |      | 7–2   |
| Відкритий чемпіонат Франції з тенісу   |      |      |      |      | ЧФ   | 3р   |      | 2р   | 2р   |      | 1р   |      |      |      |      | 8–5   |
| Вімблдонський турнір                   |      |      |      | 2р   | 2р   | 2р   | 3р   | ЧФ   | ПФ   | 2р   | 2р   | 1р   |      |      | 1р   | 21–10 |
| Відкритий чемпіонат США з тенісу       | Q    | Q    | 2р   | 2р   | 2р   | 2р   | 1р   | 2р   | 2р   | 2р   | 2р   | 1р   |      |      | 1р   | 23–11 |
| Рейтинг на кінець року                 | NR   | NR   |      | 11   | 13   | 15   | 21   | 14   | 10   | 19   | 15   | 35   |      |      | 205  |       |

### Парний розряд
| Турнір                                 | 1978 | 1979 | 1980 | 1981 | 1982 | 1983 | 1984 | 1985 | 1986 | 1987 | 1988 | 1989 | 1990 | 1991 | W–L   |
| -------------------------------------- | ---- | ---- | ---- | ---- | ---- | ---- | ---- | ---- | ---- | ---- | ---- | ---- | ---- | ---- | ----- |
| Відкритий чемпіонат Австралії з тенісу |      |      |      | П    |      | ПФ   |      |      | NH   |      |      |      | 3р   | ЧФ   | 13–3  |
| Відкритий чемпіонат Франції з тенісу   |      | 2р   | П    | ЧФ   |      | Ф    | ЧФ   |      | ЧФ   |      |      |      | 2р   | ЧФ   | 24–7  |
| Вімблдонський турнір                   |      | 1р   | П    | Ф    | Ф    | ЧФ   | Ф    | П    | 3р   | ЧФ   |      |      | Ф    | ЧФ   | 39–9  |
| Відкритий чемпіонат США з тенісу       | ЧФ   | 2р   | ПФ   | П    | ЧФ   | ПФ   | 3р   | 2р   | ЧФ   | Ф    |      | ЧФ   | ПФ   |      | 38–11 |
| Рейтинг на кінець року                 |      |      |      |      |      |      | 4    | 5    | 10   | 10   |      | 65   | 9    | 21   |       |

### Мікст
| Турнір                                 | 1979 | 1980 | 1981 | 1982 | 1983 | 1984 | 1985 | 1986 | 1987 | 1988 | 1989 | 1990 | 1991 | W–L  |
| -------------------------------------- | ---- | ---- | ---- | ---- | ---- | ---- | ---- | ---- | ---- | ---- | ---- | ---- | ---- | ---- |
| Відкритий чемпіонат Австралії з тенісу | NH   | NH   | NH   | NH   | NH   | NH   | NH   | NH   |      |      |      |      | 2р   | 1–1  |
| Відкритий чемпіонат Франції з тенісу   |      | 2р   |      |      |      |      |      | П    |      |      |      | 1р   | ЧФ   | 9–3  |
| Вімблдонський турнір                   |      | 1р   |      |      | ЧФ   | F    | ПФ   | П    | ЧФ   |      |      | 2р   | 2р   | 21–7 |
| Відкритий чемпіонат США з тенісу       | 2р   |      |      |      | 2р   | ЧФ   | 1р   | ЧФ   | 2р   |      |      | 1р   |      | 7–7  |

## Зовнішні посилання
- Кеті Джордан на сайті WTA
- Кеті Джордан на сайті ITF
- Кеті Джордан на сайті Кубку Біллі Джин Кінг

## Виноски
1. 1 2  Collins B. The Bud Collins History of Tennis: An Authoritative Encyclopedia and Record Book — 2 — NYC: New Chapter Press, 2010. — P. 695. — ISBN 978-0-942257-70-0

| Тенісист | Це незавершена стаття про тенісиста чи тенісистку. Ви можете допомогти проєкту, виправивши або дописавши її. |